# Raphael Margarido
Raphael Margarido (ur. 28 kwietnia 1983) – brazylijski siatkarz, grający na pozycji rozgrywającego. 

## Sukcesy klubowe
Mistrzostwa Paulista:
- 2002, 2005, 2007, 2008
- 2016
- 2003, 2011

Mistrzostwo Brazylii:
- 2005, 2014
- 2002
- 2003

Klubowe Mistrzostwa Świata:
- 2013
- 2011

Superpuchar Portugalii:
- 2012, 2014, 2016

Mistrzostwo Portugalii:
- 2013, 2015, 2017

Puchar Brazylii:
- 2014

Klubowe Mistrzostwa Ameryki Południowej:
- 2014

Puchar Portugalii:
- 2015, 2018

Puchar Challenge:
- 2015

## Sukcesy reprezentacyjne
Mistrzostwa Ameryki Południowej Kadetów:
- 2000

Mistrzostwa Świata Kadetów:
- 2001

Mistrzostwa Ameryki Południowej Juniorów:
- 2002

Puchar Panamerykański:
- 2011

## Nagrody indywidualne
- 2011: Najlepszy rozgrywający Pucharu Panamerykańskiego